# Campionato Nacional
Il Campionato Nacional era un torneo calcistico argentino che si disputò tra il 1967 e il 1985. Il Nacional aveva luogo nella seconda metà della stagione, mentre nella prima metà veniva disputato il Metropolitano. Questa disposizione durò fino al 1982, quando l'ordine dei due tornei venne invertito. Nel 1985 vennero aboliti e sostituiti da un torneo unico strutturato sul modello dei campionati europei.

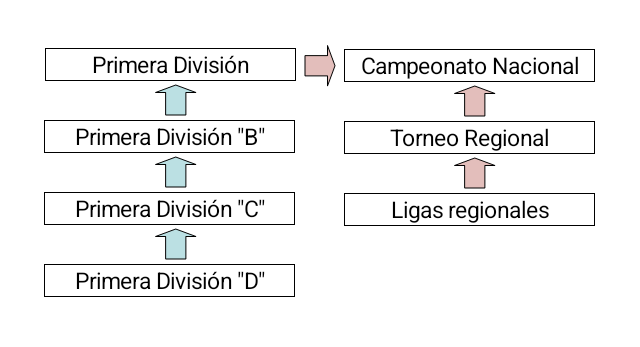
Campionato nazionale del campionato di calcio argentino dal 1969 al 1985. Si qualificarono per il torneo i migliori club del Campeonato Metropolitano (Primera División) e del Torneo Regional. Il torneo faceva parte della prima divisione.

Durante la sua esistenza, il Nacional si disputò con un certo numero di formule diverse, comprendenti un torneo unico (formula utilizzata nelle prime tre edizioni), due gruppi di qualificazioni alle semifinali, quattro o otto gruppi di qualificazione ad un gruppo finale, agli ottavi o ai quarti di finale. L'ultima edizione del Nacional, nel 1985, prevedeva una formula piuttosto complicata. Il numero di squadre partecipanti variò da un minimo di 16 (1967 e 1968) ad un massimo di 36 (1974).
Le squadre si qualificavano al Campionato Nacional tramite il Torneo Regional.

## Storia
| Anno | Formato                                        | Campione           | Secondo Posto      | Terzo Posto/Semifinaliste              |
| ---- | ---------------------------------------------- | ------------------ | ------------------ | -------------------------------------- |
| 1967 | Torneo di 16 squadre                           | Independiente      | Estudiantes        | Vélez Sársfield                        |
| 1968 | Torneo di 16 squadre                           | Vélez Sársfield    | River Plate        | Racing Avellaneda                      |
| 1969 | Torneo di 17 squadre                           | Boca Juniors       | River Plate        | San Lorenzo                            |
| 1970 | 2 gruppi da 10 e semifinali                    | Boca Juniors       | Rosario Central    | Chacarita Juniors Gimnasia de La Plata |
| 1971 | 2 gruppi da 14 e semifinali                    | Rosario Central    | San Lorenzo        | Independiente Newell's Old Boys        |
| 1972 | 2 gruppi da 13 e semifinali                    | San Lorenzo        | River Plate        | Boca Juniors                           |
| 1973 | 2 gruppi da 15 e gruppo finale da 4            | Rosario Central    | River Plate        | Atlanta                                |
| 1974 | 4 gruppi da 9 e gruppo finale da 8             | San Lorenzo        | Rosario Central    | Vélez Sársfield                        |
| 1975 | 4 gruppi da 8 e gruppo finale da 8             | River Plate        | Estudiantes        | San Lorenzo                            |
| 1976 | 4 gruppi da 8 e quarti di finale               | Boca Juniors       | River Plate        | Huracán Talleres                       |
| 1977 | 4 gruppi da 8 e semifinali                     | Independiente      | Talleres           | Newell's Old Boys Estudiantes          |
| 1978 | 4 gruppi da 8 e semifinali                     | Independiente      | River Plate        | Unión de Santa Fe Talleres             |
| 1979 | 4 gruppi da 7 e quarti di finale               | River Plate        | Unión de Santa Fe  | Atlético Tucumán Rosario Central       |
| 1980 | 4 gruppi da 7 e quarti di finale               | Rosario Central    | Racing (Córdoba)   | Independiente Newell's Old Boys        |
| 1981 | 4 gruppi da 7 e quarti di finale               | River Plate        | Ferro Carril Oeste | Independiente Vélez Sársfield          |
| 1982 | 4 gruppi da 8 e quarti di finale               | Ferro Carril Oeste | Quilmes            | Estudiantes Talleres                   |
| 1983 | 8 gruppi da 4, 8 gruppi da 3, ottavi di finale | Estudiantes        | Independiente      | Temperley Argentinos Juniors           |
| 1984 | 8 gruppi da 4 e ottavi di finale               | Ferro Carril Oeste | River Plate        | Talleres San Lorenzo                   |
| 1985 | formula complessa                              | Argentinos Juniors | Vélez Sársfield    | River Plate                            |

## Piazzamenti
| Squadra            | Titoli | Secondo Posto | Terzo Posto | Semifinalista |
| ------------------ | ------ | ------------- | ----------- | ------------- |
| River Plate        | 3      | 7             | 1           | -             |
| Rosario Central    | 3      | 2             | -           | 1             |
| Independiente      | 3      | 1             | -           | 3             |
| Boca Juniors       | 3      | -             | 1           | -             |
| San Lorenzo        | 2      | 1             | 2           | 1             |
| Ferro Carril Oeste | 2      | 1             | -           | -             |
| Estudiantes        | 1      | 2             | -           | 2             |
| Vélez Sársfield    | 1      | 1             | 2           | 1             |
| Argentinos Juniors | 1      | -             | -           | 1             |
| Talleres           | -      | 1             | -           | 4             |
| Unión de Santa Fe  | -      | 1             | -           | 1             |
| Quilmes            | -      | 1             | -           | -             |
| Racing (Córdoba)   | -      | 1             | -           | -             |
| Atlanta            | -      | -             | 1           | -             |
| Racing Avellaneda  | -      | -             | 1           | -             |
| Newell's Old Boys  | -      | -             | -           | 3             |
| Atlético Tucumán   | -      | -             | -           | 1             |
| Chacarita Juniors  | -      | -             | -           | 1             |
| Gimnasia La Plata  | -      | -             | -           | 1             |
| Huracán            | -      | -             | -           | 1             |
| Temperley          | -      | -             | -           | 1             |

## Record
- River Plate, Rosario Central, Independiente e Boca Juniors sono le squadre più vittoriose, con tre titoli ciascuna.
- L'Argentinos Juniors vinse il suo unico titolo nell'ultima edizione disputata.
- I due titoli vinti dal Ferro Carril Oeste sono rimasti gli unici della sua storia.